# Chaokewendu
Chaokewendu (kinesiska: 朝克文都, 朝克文都乡) är en socken i Kina. Den ligger i den autonoma regionen Inre Mongoliet, i den norra delen av landet, omkring 100 kilometer norr om regionhuvudstaden Hohhot.
Genomsnittlig årsnederbörd är 466 millimeter. Den regnigaste månaden är juli, med i genomsnitt 127 mm nederbörd, och den torraste är januari, med 3 mm nederbörd.